# Ingvald Huseklepp
Johan Ingvald Huseklepp (Bergen, 17 agosto 1949) è un ex calciatore norvegese, di ruolo attaccante.

## Biografia
È il padre di Erik Huseklepp ed Elise Huseklepp.

## Carriera

### Club
Giocò per quattro stagioni con la maglia del Brann. Proprio con questa maglia, vinse la Coppa di Norvegia 1976 e fu finalista perdente due stagioni dopo.